# Tom Clancy's Rainbow Six: Siege
Tom Clancy's Rainbow Six: Siege X (più comunemente Siege X, chiamato così dopo l'aggiornamento del 10 giugno 2025 alle 16 UTC +1) è un videogioco sparatutto in prima persona tattico, incentrato nell'eliminare i nemici, assalitori o difensori, principalmente in multiplayer online. Non presenta una modalità storia. L'online comprende quattro tipologie di gioco: Tattico, Partita Veloce, Arcade e Dual Front.. Le mappe sono scelte casualmente ed è possibile modificare e selezionare la modalità desiderata (Ostaggio, Artificieri e Presidio). Tuttavia, sono previste delle restrizioni nella tipologia Tattico (Classificata e Standard), sia delle mappe giocabili, sia degli obiettivi di gioco, circoscritto ad Artificieri. Successivamente dopo l'aggiornamento del 10 giugno è stato aggiunto Dual Front.
Sviluppato dalla Ubisoft Montreal e pubblicato dalla Ubisoft, il videogioco è stato annunciato il 9 giugno 2014 all'E3. Il gioco usa il motore grafico Anvil Engine. È considerato il successore del cancellato Tom Clancy's Rainbow 6: Patriots, che avrebbe dovuto essere un capitolo più classico con tanto di modalità campagna per un singolo giocatore. Ad oggi Tom Clancy's Rainbow Six Siege è uno dei giochi più giocati al mondo con più di 100 milioni di giocatori, è il primo titolo della serie ad essere gratuita (dopo l'aggiornamento del 10 giugno, ma con alune limitazioni, nella versione gratuita si ha accesso alle modalità non competitive, con la versione premium si sbloccano le modalità competitive tra le quali classificata e coppa Siege).

## Modalità di gioco
Ogni giocatore possiede un livello di esperienza che servirà a determinare le varie modalità di gioco a cui il giocatore potrà partecipare.

### Multigiocatore
Nelle modalità multigiocatore vengono abbinate due squadre da 5 giocatori ciascuna, le quali si sfideranno fra di loro nelle vesti, rispettivamente, di Assalitori e di Difensori. Decorso un certo numero di round, le squadre si scambiano di ruoli, passando dall'assalto alla difesa e viceversa.
In "Artificieri" sono presenti due bombe in due predeterminate stanze differenti della mappa, di norma adiacenti, scelte a votazione dai difensori prima dell'inizio del round. Il round inizia con la Fase di Preparazione, dalla durata di 45 secondi, nella quale gli assalitori utilizzano i propri droni per scovare le bombe e identificare gli operatori avversari; nel frattempo, i difensori preparano l'assetto per la difesa (ad esempio, rinforzando i muri, facendo delle rotazioni o altri buchi sui muri, mettendo le barricate, posizionando i propri gadget, ecc.). Terminata la Fase di Preparazione, inizia la Fase di Azione, dalla durata di 3 minuti (fatta eccezione per la modalità Nuova Recluta), nelle quale gli assalitori devono attaccare le stanze in cui si trovano le bombe per attivare il disinnescatore, posseduto da uno dei membri della squadra, entro il termine del round. I difensori, invece, hanno il compito di difendere le bombe per permettere alle stesse di esalare i gas. Il disinnescatore può essere attivato esclusivamente dall'assalitore che lo possiede e solo se egli si trova all'interno di una delle due stanza in cui si trovano le bombe. Se il tempo finisce e il disinnescatore non è stato attivato, il round è vinto dai difensori. Se il disinnescatore è piazzato, il ruolo dei difensori è quello di disattivare il disinnescatore attraverso uno speciale strumento, entro 45 secondi di tempo. Se il tempo del round è terminato e il disinnescatore è stato piazzato, il round va a oltranza fino al disinnesco delle bombe o all'uccisione di tutti i difensori (vittoria per gli assalitori), oppure sino a quando il disinnescatore non sia stato disattivato (vittoria per i difensori). In questa modalità è possibile vincere uccidendo tutti i giocatori avversari, sia per gli assalitori sia per i difensori. Tuttavia, una volta che il disinnescatore è stato piazzato, per i difensori non è più sufficiente uccidere tutti gli avversari, ma per vincere dovranno necessariamente disattivare il disinnescatore.
In "Presidio", gli assalitori devono mettere in "sicurezza" un contenitore di biorischio, che si trova all'interno di una stanza predeterminata della mappa scelta dai difensori prima dell'inizio del round. Per mettere in sicurezza il contenitore, gli assalitori devono entrare nella stanza dell'obiettivo per 10 secondi consecutivi, senza che i difensori siano presenti nella stessa stanza. Se nella stanza dell'obiettivo sono presenti contemporaneamente assalitori e difensori, il tempo di messa in sicurezza si fermerà e la stanza andrà in Contesa, mentre se gli assalitori abbandoneranno il sito il tempo di messa in sicurezza calerà. Un altro modo per vincere è uccidere tutti gli avversari, sia per gli assalitori sia per i difensori. Anche nella modalità Presidio sono previste la Fase di Preparazione e la Fase di Azione, aventi le stesse finalità e la stessa durata delle analoghe fasi previste nella modalità Artificieri. Se il tempo del round è terminato e la stanza è contesa, il round andrà a oltranza fino a quando il contenitore non sia stato messo in sicurezza o siano stati uccisi tutti gli avversari.
In "Ostaggio", gli assalitori devono recuperare un ostaggio da una stanza predeterminata della mappa scelta dai difensori a votazione prima dell'inizio del round. L'ostaggio deve essere portato dagli assalitori all'esterno dell'edificio fino al punto di estrazione cercando di non ferirlo, entro il termine del round. In caso di morte dell'ostaggio, la squadra che lo ha ucciso perde il round. Come sempre, un modo alternativo per vincere è uccidere tutti i giocatori della squadra avversaria, sia per gli assalitori sia per i difensori. Anche nella modalità Ostaggio sono previste la Fase di Preparazione e la Fase di Azione, aventi le stesse finalità e la stessa durata delle analoghe fasi previste nella modalità Artificieri.
Le modalità presenti nel gioco multigiocatore sono cinque: Classificata, Standard, Partita Veloce, Nuova Recluta ed Arcade.
- Classificata: la modalità è dedicata ai giocatori più esperti. Per parteciparvi, infatti, è richiesto  un livello minimo di esperienza pari a 50. L'unico obiettivo di gioco disponibile, a partire dal giugno 2019[2], è Artificieri, mentre la struttura di gioco consiste in tre round di attacco o difesa consecutivi, a seguito dei quali le squadre si scambieranno i ruoli. La vittoria si determina al meglio dei 6 round; tuttavia, in caso di parità (3-3) si andrà ai supplementari e si aggiudicherà la vittoria la prima squadra che arriva 5. Nella modalità classificata è presente un sistema di gradi (dal grado Rame 5 al grado Campione) che sarà determinato dalle vittorie ottenute e dalle sconfitte subite. La modalità ha visto l'aggiunta di 2 nuove funzioni: la prima, introdotta nel 2018, è il sistema di "Scegli e banna", con il quale le squadre possono bandire un operatore d'assalto e di difesa ciascuno per l'intera durata della partita[3]; la seconda, introdotta nel 2020[4], è il sistema di "Ban Mappe", con cui le 2 squadre, prima dell'inizio della partita, devono scegliere quale mappa bandire fra le 5 disponibili (fino alla stagione “Brutal Swarm” le mappe che si potevano bandire erano 3). Se entrambe le squadre bandiscono la stessa mappa, il gioco sceglierà casualmente una delle 4 mappe restanti. È presente una penalità per l'abbandono anzitempo della partita, che comprende un tempo di ban (che parte dai 60 minuti e aumenta man mano che si abbandonano più partite) e la perdita di alcuni punti esperienza[5]. La penalità può essere evitata solo rientrando nella partita prima che la stessa finisca.
- Standard: la modalità è destinata all'addestramento dei giocatori per la Classificata e sono di fatto presenti le stesse regole di quest'ultima, fatta eccezione del sistema dei gradi (non previsto) e del numero delle mappe giocabili, esteso a quasi tutte le mappe presenti nel gioco. Inoltre, in caso di parità, la vittoria si giocherà al meglio di un round (a differenza dei tre round in Classificata). Le modalità di gioco Classificata e Standard formano la tipologia di gioco "Tattico".
- Partita Veloce: in questa modalità (denominata Libera fino ad agosto 2023[6]) sono disponibili tutte e tre gli obiettivi di gioco. I giocatori si affrontano in due round di assalto o difesa, a seguito dei quali avverrà lo scambio di ruolo fra assalitori e difensori. La vittoria si decide al meglio dei 4 round; tuttavia, in caso di parità la vittoria si ottiene al meglio di un solo round. Il numero di mappe è molto vasto e comprende  tutte le mappe pubblicate, comprese quelle con i DLC. Non è prevista la penalità per l'abbandono.
- Nuova Recluta: in questa modalità, dedicata ai neofiti del gioco, le meccaniche sono molto simili alla modalità Partita Veloce. L'unica modalità di gioco disponibile è Artificieri, e le mappe giocabili sono solo tre: Banca, Chalet e Consolato. Inoltre la durata del round è superiore per permettere ai giocatori inesperti di eseguire le proprie operazioni con più calma. Tale modalità è disponibile solo fino al livello 50 di esperienza.
- Arcade: in questa tipologia di gioco è possibile giocare quattro diverse modalità di gioco.

1. Roulette Delle armi, nella quale le armi equipaggiate dei giocatori vengono scambiate periodicamente nel corso della partita. Non vi è nessuna squadra e vince il primo ad arrivare a 30 uccisioni. Le mappe giocabili sono: Laboratori Nighthaven, Stadio Alfa, Stadio Bravo, Stretto contatto, Parco Divertimenti, Outback, Costa, Covo e Favelas.
2. Tutti Contro Tutti, in cui tutti gli altri giocatori sono avversari e, di conseguenza, non vi è nessuna squadra. Vince il primo ad arriva a 30 uccisioni. Le mappe giocabili sono: Villa, Stadio Alfa, Stretto contatto, Laboratori Nighthaven, Confine, Parco Divertimenti, Oregon, Costa, Covo e Consolato.
3. Deathmatch a Squadre, ove sono presenti 2 squadre composte da 5 giocatori ciascuna. Vince la prima squadra che totalizza 90 uccisioni. Le mappe giocabili sono: Villa, Stadio Alfa, Stretto Contatto, Laboratori Nighthaven, Confine, Parco Divertimenti, Grattacielo, Club House, Covo e Consolato.
4. Golden Gun, in cui l'arma che può essere utilizzata da ogni giocatore è esclusivamente la golden gun (pistola D-50). Vi sono 2 squadre composte da 5 giocatori ciascuna e vince la prima squadra che totalizza 90 uccisioni. Le mappe giocabili sono: Grattacielo, Stadio Alfa, Stretto Contatto, Praterie di Smeraldo, Outback, Stadio Bravo, Costa, Covo e Favelas.

Caratteristiche comuni a tutte le modalità Arcade ed assenti, invece, nelle altre sono sia la possibilità di scegliere indifferentemente operatori assalitori o difensori e di cambiarli durante la partita, sia il rientro nel round dopo essere stati eliminati.

#### Addestramento
In Addestramento è possibile giocare a 4 diverse modalità di gioco.
- Poligono di Tiro: in questa modalità è possibile allenarsi con le armi di ciascun operatore presente nel gioco. Vi sono tre diverse corsie ove allenarsi, ciascuna delle quali presenta dei bersagli diversi.
- Versus IA: in questa modalità è possibile giocare contro avversai IA. Al su interno è possibile scegliere tra Principiante, nella quale la mira degli avversai è meno precisa e sono giocabili solo 3 mappe (Oregon, Club House e Chalet), oppure Avanzate, in cui il livello degli avversari IA è più elevato e sono giocabili 8 mappe (Oregon, Club House, Consolato, Banca, Chalet, Café Dostoevskij, Costa e Laboratori Nighthaven). In entrambe le modalità di gioco le regole di gioco ricalcano quelle previste per la modalità multigiocatore Standard. Inoltre, Versus IA è l'unica modalità all'interno di Addestramento giocabile anche online: in tal caso si verrà abbinati in squadra con altri 4 giocatori online, mentre la squadra avversaria continuerà ad essere costituita dall'IA.
- Addestramento Mappe: tale modalità è finalizzata a migliore la familiarità e la conoscenza delle mappe presenti nel gioco. All'interno si può scegliere fra Esercitazione Punto di Riferimento ed Esercitazione Bersaglio, con la sola differenza che nella seconda sono presenti dei bersagli fissi da colpire, assenti invece nella prima.
- Tutorial: in questa modalità vengono illustrati dei tutorial concernenti le basi, l'assalto e la difesa all'interno del gioco. La prima modalità è Basi, immediatamente giocabile. La seconda modalità è Assalto, giocabile solo dopo aver superato la prima. La terza ed ultima modalità è Difesa, giocabile solo dopo aver superato Assalto.

#### Outbreak
Outbreak è stato un evento a tempo limitato introdotto durante l'espansione Operation Chimera. L'evento prende atto nei pressi della città di Truth or Consequences, posta in quarantena dopo che un'epidemia derivata da un corallo sconosciuto ha infettato la popolazione e l'ha trasformata in pericolosi mostri. Il team Rainbow capitanato da Ash ha l'incarico di intervenire e debellare la minaccia.
Erano disponibili tre tipi di missioni da affrontare in squadre di tre giocatori: distruggere un asilo-nido infetto, salvare un dottore che è in possesso di informazioni sul paziente zero e, infine, eradicare la fonte del virus. Ogni missione comprendeva molteplici sottolivelli, che si sbloccavano sequenzialmente liberando le aree della mappa dai mostri.

## Operatori
Gli operatori sono i personaggi che all'interno del videogioco possono essere scelti nelle varie modalità di gioco. Gli operatori sono sbloccabili dal menù di gioco attraverso i punti fama, cumulati al termine di ogni partita, oppure acquistabili con i crediti R6. Gli operatori "Apripista", definiti tali gli operatori presenti fin dal rilascio del gioco, sono sbloccabili con 1.000 punti fama, mentre gli operatori aggiunti nel corso degli anni dalle varie operazioni hanno un costo maggiore, che varia, a seconda della data di uscita più o meno recente, dai 15.000 ai 25.000 punti fama. Di regola, i nuovi operatori sono acquistabili solo dai possessori del pass battaglia per le successive due settimane, superate le quali gli operatori sono acquistabili dal pubblico. Un'altra distinzione fondamentale è tra operatori "Assalitori" e quelli "Difensori", a seconda che siano selezionabili nella modalità multigiocatore, rispettivamente, nella fase di assalto e nella fase di difesa del round. Ogni operatore è dotato di un'abilità unica che può esercitare nel corso dei round della partita.

### Assalitori

#### Categorie
Gli operatori assalitori possono essere scelti soltanto nella fase di assalto dei round delle partite multigiocatore e, a seconda delle loro abilità uniche, sono divisi in: Raccolta Informazioni, Supporto, Controllo Mappa, Anti-Gadget, Irruzione e Prima Linea.
- Raccolta Informazioni: ricomprende gli operatori che usano i loro gadget e le loro abilità uniche per raccogliere informazioni sugli avversari e fornirle ai propri compagni al fine di indirizzare in modo coordinato l'attacco.
- Supporto: comprende gli operatori le cui abilità uniche sono strumentali al supporto della squadra sia in termini di protezione o supporto fisico, sia al fine di portare a termine gli obiettivi.
- Controllo Mappa:  al cui interno vi sono gli operatori che hanno il compito principale di eliminare gli operatori avversari che pattugliano la mappa, solitamente indicati nel gergo del videogioco col termine "esterno" o "roamaer"[9][10], nonché di fornire protezione fisica ai propri compagni contro accerchiamenti, fughe e, in generale, nei momenti caotici del round.
- Anti-Gadget:  al cui interno sono ricondotti gli operatori che sono in grado di distruggere o di disattivare i gadget degli avversari con le proprie abilità uniche.
- Irruzione (o Breacher): comprende gli operatori che, con le proprie abilità uniche, sono in grado di distruggere pareti e superfici. Nel gergo del videogioco si è soliti distinguere tra "light breacher", cioè gli operatori di irruzione che sono in grado di distruggere soltanto le pareti e superfici distruttibili, ma non anche quelle rinforzate (ad esempio, Ash, Sledge, Zofia), e "hard breacher"[11], vale a dire gli operatori di irruzione che possono distruggere anche le pareti e superfici rinforzate dai nemici (ad esempio, Thermite, Ace, Hibana).
- Prima Linea:  al suo interno si trovano gli operatori che hanno il compito di entrare per primi in una stanza, di modo che i propri compagni possano procedere in sicurezza.

| Operatore  | Nazione                         | Sesso | Categoria                               | Data di uscita                            | Abilità Unica                                       | Velocità | Salute |
| ---------- | ------------------------------- | ----- | --------------------------------------- | ----------------------------------------- | --------------------------------------------------- | -------- | ------ |
| Glaz       | Russia                          | M     | Raccolta Informazioni e Supporto        | Apripista                                 | Ottica mobile HDS                                   | 3        | 1      |
| Fuze       | Russia                          | M     | Anti-Gadget                             | Apripista                                 | Carica a grappolo APM-6                             | 1        | 3      |
| IQ         | Germania                        | F     | Raccolta Informazioni e Supporto        | Apripista                                 | Rilevatore elettronico                              | 3        | 1      |
| Blitz      | Germania                        | M     | Prima Linea e Controllo Mappa           | Apripista                                 | Scudo tattico G-52                                  | 2        | 2      |
| Twitch     | Francia                         | F     | Anti-Gadget e Raccolta Informazioni     | Apripista                                 | Drone stordente RSD Model 1                         | 2        | 2      |
| Montagne   | Francia                         | M     | Raccolta Informazioni e Supporto        | Apripista                                 | Scudo balistico Le Roc                              | 1        | 3      |
| Thermite   | Stati Uniti d'America           | M     | Irruzione e Supporto                    | Apripista                                 | Carica esotermica                                   | 2        | 2      |
| Ash        | Israele e Stati Uniti d'America | F     | Irruzione e Prima Linea                 | Apripista                                 | Munizione da irruzione M120 CREM                    | 3        | 1      |
| Thatcher   | Inghilterra, Regno Unito        | M     | Anti-Gadget e Supporto                  | Apripista                                 | Granata EMP                                         | 1        | 3      |
| Sledge     | Scozia, Regno Unito             | M     | Irruzione e Anti-Gadget                 | Apripista                                 | Martello da sfondamento Caber                       | 2        | 2      |
| Buck       | Canada                          | M     | Irruzione e Supporto                    | Operazione Sole Nero (A1S1)               | Grimaldello                                         | 2        | 2      |
| Blackbeard | Stati Uniti d'America           | M     | Supporto                                | Operazione Polvere (A1S2)                 | Scudo balistico adattabile H.U.L.L.                 | 1        | 3      |
| Capitão    | Brasile                         | M     | Prima Linea e Controllo Mappa           | Operazione Pioggia di Teschi (A1S3)       | Balestra tattica                                    | 3        | 1      |
| Hibana     | Giappone                        | F     | Irruzione e Prima Linea                 | Operazione Corvo Rosso (A1S4)             | Lanciagranate X-KAIROS                              | 3        | 1      |
| Jackal     | Spagna                          | M     | Raccolta Informazioni e Controllo Mappa | Operazione Guscio di Velluto (A2S1)       | Sistema di tracciamento Eyenox Model III            | 2        | 2      |
| Ying       | Hong Kong, Cina                 | F     | Prima Linea e Controllo Mappa           | Operazione Orchidea di Sangue (A2S3)      | Granata accecante Lumen                             | 2        | 2      |
| Zofia      | Polonia                         | F     | Irruzione e Anti-Gadget                 | Operazione Rumore Bianco (A2S4)           | Munizioni da impatto e da concussione KS79 Lifeline | 1        | 3      |
| Dokkaebi   | Corea del Sud                   | F     | Raccolta Informazioni e Controllo Mappa | Operazione Rumore Bianco (A2S4)           | Bomba logica                                        | 3        | 1      |
| Finka      | Russia                          | F     | Prima Linea e Supporto                  | Operazione Chimera (A3S1)                 | Botta di Adrenalina                                 | 2        | 2      |
| Lion       | Francia                         | M     | Raccolta Informazioni e Controllo Mappa | Operazione Chimera (A3S1)                 | Drone aereo EE-ONE-D                                | 2        | 2      |
| Maverick   | Stati Uniti d'America           | M     | Irruzione e Prima Linea                 | Operazione Cielo Cupo (A3S3)              | Fiamma ossidrica da irruzione                       | 3        | 1      |
| Nomad      | Marocco                         | F     | Prima Linea e Controllo Mappa           | Operazione Bastione del Vento (A3S4)      | Lancia Pugni d'Aria                                 | 2        | 2      |
| Gridlock   | Australia                       | F     | Supporto e Controllo Mappa              | Operazione Orizzonte Bruciato (A4S1)      | Pungiglioni Trax                                    | 1        | 3      |
| Nøkk       | Danimarca                       | F     | Prima Linea e Controllo Mappa           | Operazione Vista Fantasma (A4S2)          | Riduttore di presenza HEL                           | 2        | 2      |
| Amaru      | Perù                            | F     | Prima Linea e Controllo Mappa           | Operazione Sorgere della Brace (A4S3)     | Uncino Garra                                        | 2        | 2      |
| Kali       | India                           | F     | Anti-Gadget e Supporto                  | Operazioni Maree Mutevoli (A4S4)          | Dardo esplosivo LV-EL                               | 2        | 2      |
| Iana       | Paesi Bassi                     | F     | Prima Linea e Raccolta Informazioni     | Operazione Bordo Vuoto (A5S1)             | Replicatore Gemini                                  | 2        | 2      |
| Ace        | Norvegia                        | M     | Irruzione e Anti-Gadget                 | Operazione Onda d'Acciaio (A5S2)          | Carica da irruzione a base idrica S.E.L.M.A.        | 2        | 2      |
| Zero       | Stati Uniti d'America           | M     | Anti-Gadget e Raccolta Informazioni     | Operazione Ombra dell'Eredità (A5S3)      | Lanciatore Argus                                    | 3        | 1      |
| Flores     | Argentina                       | M     | Anti-Gadget e Raccolta Informazioni     | Operazione Rapina Cremisi (A6S1)          | Carica a distanza RCE-RATERO                        | 2        | 2      |
| Osa        | Croazia                         | F     | Supporto e Raccolta Informazioni        | Operazione Guardia di Cristallo (A6S3)    | Scudo antiproiettile Talon-8                        | 1        | 3      |
| Sens       | Belgio                          | F     | Supporto e Controllo Mappa              | Operazione AbbagliamentoVettoriale (A7S2) | Sistema di proiezione R.O.U.                        | 3        | 1      |
| Grim       | Singapore                       | M     | Controllo Mappa e Prima Linea           | Operazione Sciame Brutale (A7S3)          | Lancia alveare Kawan                                | 3        | 1      |
| Brava      | Brasile                         | F     | Raccolta Informazioni e Anti-Gadget     | Operazione Forza di Comando (A8S1)        | Drone Kludge                                        | 3        | 1      |
| Ram        | Corea del Sud                   | F     | Anti-Gadget e Irruzione                 | Operazione Tempra Forte (A8S3)            | Ariete automatico BU-GI                             | 1        | 3      |
| Deimos     | Stati Uniti d'America           | M     | Raccolta Informazioni e Controllo Mappa | Operazione Presagio Mortale (A9S1)        | Localizzatore Deathmark                             | 2        | 2      |
| Rauora     | Nuova Zelanda                   | F     | Supporto e Controllo Mappa              | Operazione Fase di Preparazione (A10S1)   | Lanciatore Pannelli D.O.M.                          | 2        | 2      |

### Difensori

#### Categorie
Gli operatori difensori possono essere scelti soltanto nella fase di difesa dei round delle partite multigiocatore e, a seconda delle loro abilità uniche, sono divisi in: Raccolta Informazioni, Supporto, Anti-Irruzione, Anti-Gadget, Sabotatore e Controllo Delle Folle.
- Raccolta Informazioni: ricomprende gli operatori che usano i loro gadget e le loro abilità uniche per raccogliere informazioni sugli avversari e fornirle ai propri compagni al fine di impostare in modo coordinato la difesa.
- Supporto: comprende gli operatori le cui abilità uniche sono strumentali al supporto della squadra sia in termini di protezione o supporto fisico, sia al fine di portare a termine gli obiettivi.
- Anti-Irruzione: al cui interno vi sono gli operatori che utilizzano la propria abilità unica e i propri gadget per impedire agli assalitori di distruggere una superficie o di entrare in una stanza.
- Sabotatore: al cui interno sono ricompresi gli operatori che hanno come abilità unica un gadget che può essere attivato, in modo automatico o manualmente, senza la necessità che essi si trovino nella vicinanza del gadget stesso.
- Controllo delle folle: comprende gli operatori che hanno il compito di neutralizzare, rallentare o stordire i nemici.

| Operatore   | Nazione                   | Sesso | Categoria                                     | Data di uscita                         | Abilità unica                                                  | Velocità | Salute |
| ----------- | ------------------------- | ----- | --------------------------------------------- | -------------------------------------- | -------------------------------------------------------------- | -------- | ------ |
| Kapkan      | Russia                    | M     | Anti-Irruzione e Sabotatore                   | Apripista                              | Dispositivo anti-intrusione EDD-MK II                          | 2        | 2      |
| Tachanka    | Russia                    | M     | Anti-Irruzione e Controllo delle Folle        | Apripista                              | Lanciagranate Shumikha                                         | 1        | 3      |
| Bandit      | Germania                  | M     | Anti-Irruzione e Anti-Gadget                  | Apripista                              | Cavo elettrizzato CED-1                                        | 3        | 1      |
| Jäger       | Germania                  | M     | Anti-Gadget e Supporto                        | Apripista                              | Sistema di Difesa Attiva (ADS)                                 | 2        | 2      |
| Rook        | Francia                   | M     | Supporto                                      | Apripista                              | Piastre corazzate R1N                                          | 1        | 3      |
| Doc         | Francia                   | M     | Supporto                                      | Apripista                              | Pistola spara siringa                                          | 1        | 3      |
| Pulse       | Stati Uniti d'America     | M     | Raccolta Informazioni e Supporto              | Apripista                              | Sensore cardiaco HB-5                                          | 3        | 1      |
| Castle      | Stati Uniti d'America     | M     | Anti-Irruzione e Supporto                     | Apripista                              | Pannello corazzato PTU1                                        | 2        | 2      |
| Smoke       | Inghilterra, Regno Unito  | M     | Anti-Irruzione e Sabotatore                   | Apripista                              | Granata a gas                                                  | 2        | 2      |
| Mute        | Inghilterra, Regno Unito  | M     | Anti-Gadget e Controllo delle Folle           | Apripista                              | Jammer                                                         | 1        | 3      |
| Frost       | Canada                    | F     | Anti-Irruzione e Sabotatore                   | Operazione Sole Nero (A1S1)            | Tappeto trappola                                               | 2        | 2      |
| Valkyrie    | Stati Uniti d'America     | F     | Raccolta Informazioni e Supporto              | Operazione Polvere (A1S2)              | Telecamera Black Eye                                           | 2        | 2      |
| Caveira     | Brasile                   | F     | Raccolta Informazioni e Controllo delle Folle | Operazione Pioggia di Teschi (A1S3)    | Passo felpato, silenziatore Luison e interrogazione dei nemici | 3        | 1      |
| Echo        | Giappone                  | M     | Raccolta Informazioni e Controllo delle Folle | Operazione Corvo Rosso (A1S4)          | Drone stordente Yokai                                          | 1        | 3      |
| Mira        | Spagna                    | F     | Raccolta Informazioni e Supporto              | Operazione Guscio di Velluto (A2S1)    | Specchio Nero                                                  | 1        | 3      |
| Lesion      | Hong Kong, Cina           | M     | Anti-Irruzione e Sabotatore                   | Operazione Orchidea di Sangue (A2S3)   | Mina GU                                                        | 2        | 2      |
| Ela         | Polonia                   | F     | Controllo delle Folle e Sabotatore            | Operazione Orchidea di Sangue (A2S3)   | Mina a concussione                                             | 2        | 2      |
| Vigil       | Corea del Sud             | M     | Anti-Gadget e Controllo delle Folle           | Operazione Rumore Bianco (A2S4)        | Mantello di rendering elettronico 7 (ERC-7)                    | 3        | 1      |
| Alibi       | Libia e Italia            | F     | Raccolta Informazioni e Sabotatore            | Operazione Para Bellum (A3S2)          | Prisma                                                         | 3        | 1      |
| Maestro     | Italia                    | M     | Anti-Gadget e Raccolta Informazioni           | Operazione Para Bellum (A3S2)          | Torretta Occhio del Male                                       | 1        | 3      |
| Clash       | Inghilterra, Regno Unito  | F     | Raccolta Informazioni e Controllo delle Folle | Operazione Cielo Cupo (A3S3)           | Scudo balistico EC                                             | 1        | 3      |
| Kaid        | Marocco                   | M     | Anti-Irruzione e Anti-Gadget                  | Operazione Bastione del Vento (A3S4)   | Elettroartiglio RTILA                                          | 1        | 3      |
| Mozzie      | Australia                 | M     | Anti-Gadget e Raccolta Informazioni           | Operazione Orizzonte Bruciato (A4S1)   | Lanciaparassiti elettronici                                    | 2        | 2      |
| Warden      | Stati Uniti d'America     | M     | Anti-Gadget e Raccolta Informazioni           | Operazione Vista Fantasma (A4S2)       | Occhiali Smart Colpo d'Occhio                                  | 1        | 3      |
| Goyo        | Messico                   | M     | Anti-Irruzione e Sabotatore                   | Operazione Sorgere della Brace (A4S3)  | Contenitore Volcan                                             | 2        | 2      |
| Wamai       | Kenya                     | M     | Anti-Gadget e Sabotatore                      | Operazioni Maree Mutevoli (A4S4)       | Sistema MAG-NET                                                | 2        | 2      |
| Oryx        | Giordania                 | M     | Supporto                                      | Operazione Bordo Vuoto (A5S1)          | Scatto Remah                                                   | 2        | 2      |
| Melusi      | Sudafrica                 | F     | Raccolta Informazioni e Controllo delle Folle | Operazione Onda d'Acciaio (A5S2)       | Difesa sonica Banshee                                          | 1        | 3      |
| Aruni       | Thailandia                | F     | Anti-Irruzione e Anti-Gadget                  | Operazione Talento al Neon (A5S4)      | Cancello laser Surya                                           | 1        | 3      |
| Thunderbird | Territori Nakota e Canada | F     | Supporto                                      | Operazione Stella Polare (A6S2)        | Stazione di cura Kona                                          | 2        | 2      |
| Thorn       | Irlanda                   | F     | Anti-Irruzione e Sabotatore                   | Operazione Alto Calibro (A6S4)         | Carica Razorbloom                                              | 2        | 2      |
| Azami       | Giappone                  | F     | Anti-Irruzione e Supporto                     | Operazione Velo Demoniaco (A7S1)       | Barriera Kiba                                                  | 2        | 2      |
| Solis       | Colombia                  | F     | Supporto e Raccolta Informazioni              | Operazione Incursione Solare (A7S4)    | Elettrosensore SPEC-IO                                         | 2        | 2      |
| Fenrir      | Svezia                    | M     | Sabotatore e Controllo delle Folle            | Operazione Fattore Terrore (A8S2)      | Mina terrorizzante F-NATT                                      | 2        | 2      |
| Tubarão     | Portogallo                | M     | Anti-Irruzione e Anti-Gadget                  | Operazione Congelatore Profondo (A8S4) | Contenitore Zoto                                               | 2        | 2      |
| Skopós      | Cipro                     | F     | Raccolta Informazioni e Supporto              | Operazione Conchiglie Gemelle (A9S3)   | Guscio Pantheon V10                                            | 2        | 2      |

## Sviluppo
Il predecessore del gioco era Tom Clancy's Rainbow 6: Patriots, uno sparatutto tattico annunciato nel 2011. Si concentrava sulla narrazione e la campagna della storia presentava molte scene tagliate ed eventi sceneggiati. Tuttavia, il gioco cadde in seri problemi di sviluppo poco dopo il suo annuncio. Il motore obsoleto del gioco e i frequenti cambi di leadership ostacolarono i progressi dello sviluppo e la qualità del gioco non era all'altezza. Inoltre, era previsto che venisse rilasciato su console per videogiochi di settima generazione che non erano in grado di elaborare determinate meccaniche di gioco. Vedendo l'arrivo di una nuova generazione di console, il team voleva sfruttare questa opportunità per creare un gioco tecnologicamente più avanzato. Di conseguenza, Ubisoft decise di annullare Patriots e riunì un nuovo team di 25 persone per elaborare idee per riavviare la serie.
Per rendere il nuovo gioco più rinfrescante, solo alcuni elementi multigiocatore sono stati mantenuti, poiché il piccolo team ha portato il gioco in una direzione diversa. Hanno valutato il nucleo della serie Rainbow Six, che pensavano riguardasse l'essere un membro di una squadra antiterrorismo che viaggiava in tutto il mondo per affrontare pericolosi attacchi terroristici, operazioni che di solito sono intensi scontri tra aggressori e difensori. Tuttavia, il team voleva adattare queste idee in un formato multigiocatore che avrebbe aumentato la sostenibilità del gioco. Queste sono diventate le idee concettuali di base per il gioco. Poiché il team di sviluppo sperava che il gioco potesse essere rigiocato frequentemente, il team ha deciso di dedicare tutte le risorse allo sviluppo del multigiocatore del gioco e ha abbandonato la campagna per giocatore singolo.
Lo sviluppo del gioco è iniziato ufficialmente nel gennaio 2013. Ubisoft Montreal, lo sviluppatore di Patriots, ha gestito lo sviluppo del gioco, con gli uffici Ubisoft di Barcellona, Toronto,  Kiev, Shanghai e Chengdu che hanno fornito assistenza. Il gioco si chiamava originariamente Rainbow Six Unbreakable, un titolo che rifletteva non solo la meccanica di distruzione del gioco, ma anche la mentalità del team di sviluppo, che doveva consegnare un gioco che una volta era bloccato nell'inferno dello sviluppo. Secondo Alexandre Remy, il direttore del marchio, il team era fiducioso nella loro nuova visione per il gioco ma molto nervoso quando l'hanno rivelata, rendendosi conto che il cambio di direzione avrebbe probabilmente deluso alcuni fan.
Nel 10 giugno 2025 in celebrazione del decimo anniversario del gioco Ubisoft decise di ridisegnare il gioco, cambiando il menu di gioco, aggiungendo nuove modalità (Dual Front) e rimasterizzare operatori e mappe.

## Mappe
Ogni partita si svolge in delle mappe previste dal gioco. La disponibilità delle mappe varia a seconda della modalità di gioco. Difatti in Classificata, per ragioni di competitività, alcune mappe sono escluse fra quelle disponibili. Inoltre, nel caso in cui il meta del gioco faccia diventare un mappa eccessivamente sbilanciata per l'attacco o per la difesa, gli sviluppatori procedono alla rielaborazione della stessa.
| Nome                  | Ambientazione                                  | Data di aggiunta                   | Rielaborazione | Lista scenari Classificata | Lista scenari Standard e Partita Veloce |
| --------------------- | ---------------------------------------------- | ---------------------------------- | -------------- | -------------------------- | --------------------------------------- |
| Aereo Presidenziale   | Londra, Inghilterra, Regno Unito               | Gioco base                         | No             | No                         | Sì                                      |
| Oregon                | Redmond, Oregon, Stati Uniti d'America         | Gioco base                         | Marzo 2020     | Sì                         | Sì                                      |
| Kanal                 | Amburgo, Germania                              | Gioco base                         | Settembre 2019 | Sì                         | Sì                                      |
| Café Dostoevskij      | Mosca, Russia                                  | Gioco base                         | Giugno 2019    | Sì                         | Sì                                      |
| Casa                  | Los Angeles, California, Stati Uniti d'America | Gioco base                         | Giugno 2020    | No                         | Sì                                      |
| Base di Hereford      | Hereford, Inghilterra, Regno Unito             | Gioco base                         | Settembre 2018 | No                         | Sì                                      |
| Consolato             | Abidjan, Costa d'Avorio                        | Gioco base                         | Maggio 2023    | Sì                         | Sì                                      |
| Club House            | Hannover, Germania                             | Gioco base                         | Settembre 2021 | Sì                         | Sì                                      |
| Chalet                | Courchevel, Francia                            | Gioco base                         | Settembre 2020 | Sì                         | Sì                                      |
| Banca                 | Los Angeles, California, Stati Uniti d'America | Gioco base                         | Settembre 2021 | Sì                         | Sì                                      |
| Yacht                 | Baia di Baffin, Canada                         | Operazione Sole Nero               | No             | No                         | Sì                                      |
| Confine               | Medio Oriente                                  | Operazione Polvere                 | Marzo 2021     | Sì                         | Sì                                      |
| Favelas               | Brasile                                        | Operazione Pioggia di Teschi       | Giugno 2021    | No                         | Sì                                      |
| Grattacielo           | Nagoya, Giappone                               | Operazione Corvo Rosso             | Dicembre 2020  | Sì                         | Sì                                      |
| Costa                 | Ibiza, Spagna                                  | Operazione Guscio di Velluto       | Settembre 2021 | Sì                         | Sì                                      |
| Parco Divertimenti    | Hong Kong, Cina                                | Operazione Orchidea di Sangue      | Dicembre 2019  | Sì                         | Sì                                      |
| Torre                 | Seul, Corea del Sud                            | Operazione Rumore Bianco           | No             | No                         | Sì                                      |
| Villa                 | Toscana, Italia                                | Operazione Para Bellum             | No             | Sì                         | Sì                                      |
| Fortezza              | Marocco                                        | Operazione Bastione del Vento      | No             | No                         | Sì                                      |
| Outback               | Australia                                      | Operazione Orizzonte Bruciato      | Novembre 2021  | Sì                         | Sì                                      |
| Praterie di Smeraldo  | Irlanda                                        | Operazione Velo Demoniaco          | No             | Sì                         | Sì                                      |
| Stretto contatto      | Grecia                                         | Operazione AbbagliamentoVettoriale | No             | No                         | No                                      |
| Stadio Alfa           | Grecia                                         | Operazione Sciame Brutale          | Giugno 2024    | No                         | Sì                                      |
| Stadio Bravo          | Grecia                                         | Operazione Sciame Brutale          | Giugno 2024    | No                         | Sì                                      |
| Laboratori Nighthaven | Offshore                                       | Operazione Incursione Solare       | No             | Sì                         | Sì                                      |
| Covo                  | Portogallo                                     | Operazione Congelatore Profondo    | No             | Sì                         | Sì                                      |

## Stagioni
La fase di sviluppo del gioco viene divisa in stagioni, denominate "Operazioni", ognuna delle quali può introdurre nuovi operatori, mappe, rielaborazioni di mappe già esistenti, nuove modalità di gioco a tempo limitato e un pass battaglia gratuito con un piano superiore a pagamento. Le stagioni durano dai 2 ai 3 mesi, periodo nel quale vengono pubblicati fino a 4 aggiornamenti, il più importante tra tutti viene nominato "Rinforzi di Metà Stagione", il quale aggiunge meccaniche di gioco e importanti novità.

### Anno 1

#### Operazione Sole Nero
L’Operazione Sole Nero (o Black Ice), introdotta nel febbraio 2016 e che ha dato vita alla Stagione 1 dell’anno 1, si tratta della prima Operazione in assoluto aggiunta nel gioco dopo la sua uscita. Trattandosi proprio della prima Operazione, sono stati inseriti per la prima volta dei nuovi operatori rispetto a quelli Apripista, cioè gli operatori presenti fin dalla data di rilascio del gioco. Con l’Operazione Sole Nero, in particolare, sono stati inseriti Frost e Buck: due operatori, rispettivamente di difesa e di assalto, entrambi di nazionalità canadese e ambedue appartenenti alle forze speciali canadesi della JTF2. Si tratta dei primi operatori canadesi inseriti nel gioco.
- Frost, il cui nome vero è Tina Lin Tsang, nasce a Vancouver il 4 maggio e ha 32 anni. Non c’è un anno di nascita specifico, vista la scelta degli sviluppatori di non far invecchiare più gli operatori, con la conseguenza che la loro età rimane fissa nel tempo.[14] Il motto di Frost è il seguente: “Ci sono due cose di cui il corpo umano non può fare a meno in una situazione in cui è in gioco la sopravvivenza: l'acqua e la speranza”. Frost è la prima operatrice di difesa donna introdotta nel gioco, con 2 di velocità, 2 di salute e 1 di difficoltà. Come armi primarie, Frost ha in dotazione alternativamente la mitraglietta 9MM C1 o il fucile a pompa Super 90, mentre come armi secondarie la pistola MK1 9 MM o il fucile a pompa ITA12S. Come gadget ha a disposizione alternativamente la telecamera antiproiettile o lo scudo mobile. La sua Abilità Unica consiste nella possibilità di posizionare 3 Tappeti Trappola: si tratta di tappeti, con base di gomma e con due set di tagliole ad altezza caviglia e tibia, che si attivano una volta calpestati dal nemico, immobilizzandolo. Originariamente, l’unico modo che avevano gli assalitori intrappolati nel Tappeto Trappola per liberarsi era farsi rianimare da un proprio compagno. Tuttavia, oggi è prevista la possibilità di rianimarsi autonomamente, ma ciò, di contro, comporta, per tutta la durata del round, una perdita di sangue che lascerà una scia sul percorso fatto e l’impossibilità di correre.[15] Il Tappeto Trappola è uno strumento completamente meccanico, sicché non può essere distrutto o disattivato da gadget elettronici avversari.[13] Frost, in virtù della sua Abilità Unica, è specializzata in Anti-irruzione e in Sabotatore.
- Buck, il cui nome vero è Sebastien Côté, nasce a Montréal il 20 agosto e ha 36 anni. Il suo motto è il seguente:  “Seguimi. Conosco una scorciatoia”. Buck è un operatore d’assalto, con 2 di velocità, 2 di salute e 1 di difficoltà. Come armi primarie, Buck ha in dotazione alternativamente il fucile d’assalto C8-SFW o il fucile di precisione CAMRS, mentre come arma secondaria la sola pistola MK1 9MM. Come gadget ha a disposizione alternativamente la granata stordente o la claymore.[16] La sua Abilità Unica consiste nella possibilità di avere in dotazione, sotto l’arma primaria, il Grimaldello: uno shotgun sottocanna che gli consente di passare rapidamente dallo scontro a distanza a quello ravvicinato, ed è utilizzabile efficacemente pure come strumento di sfondamento di superfici distruttibili.[13] In virtù della sua Abilità Unica, Bucò è specializzato in Irruzione e in Supporto ed è considerato un soft breacher, sebbene non possa distruggere gadget antiproiettili dei difensori.[17]

L’Operazione Sole Nero, inoltre, ha introdotto per la prima volta una nuova mappa, denominata Yacht: uno yacht fermo che, dopo aver speronato un iceberg nella Baia di Baffin, ha creato una falla nello scafo. La mappa non ha subito alcuna rielaborazione, e tuttavia non rientra nella lista mappe della modalità di gioco Classificata.
Infine, l’Operazione Sole Nero ha introdotto una tra le mimetiche armi universali più iconiche del gioco ed apprezzate dai giocatori: la Sole Nero.

#### Operazione Polvere
L'Operazione Polvere (o Dust Line), introdotta nel maggio 2016 e che ha dato inizio alla stagione 2 dell'anno 1, si caratterizza, tra l'altro, per aver previsto l'inserimento di due nuovi operatori e di una nuova mappa. Con l'Operazione Polvere, in particolare, sono stati inseriti Blackbeard e Valkyrie: due operatori, rispettivamente di assalto e di difesa, entrambi provenienti dagli Stati Uniti d'America e ambedue appartenenti al corpo speciale della marina militare statunitense della Navy SEAL. Tuttavia, non si tratta dei primi operatori statunitensi inseriti nel gioco, essendo presenti, fin dalla data di rilascio del gioco, 4 operatori appartenti al gruppo della FBI Swat: Thermite, Ash, Castle e Pulse.
- Valkyrie, il cui nome vero è Meghan J. Castellano, nasce il 21 luglio nella città californiana di Oceanside e ha 31 anni. Il suo motto è il seguente: "Se non hai costantemente la sensazione di essere osservato, vuol dire che non stai facendo attenzione". Valkyrie è un'operatrice di difesa, con 2 di velocità, 2 di salute e 2 di difficoltà. Come armi primarie, Valkyrie ha in dotazione alternativamente la mitraglietta MPX o il fucile a pompa SPAS-12, mentre come arma secondaria la sola pistola D-50. Come gadget ha a disposizione alternativamente la granata a impatto o la nitro-cell.[19] La sua Abilità Unica consiste nell'avere a disposizione 4 telecamere giroscopiche e adesive Mk2 Black Eye, le quali possono essere lanciate ed attivate a distanza.[18]  In virtù della sua Abilità Unica, Valkyrie è specializzata in Raccolta Informazioni e in Supporto.
- Blackbeard, il cui nome vero è Craig Jenson, nasce a Bellevue il 12 marzo e ha 32 anni. Il suo motto è il seguente: "Sono un sommozzatore. Sono abituato a vedere le minacce attraverso uno strato di vetro temperato". Blackbeard è un operatore d'assalto, con 1 di velocità, 3 di salute e 2 di difficoltà. Come armi primarie, Blackbeard ha in dotazione alternativamente il fucile d'assalto MK17 CQB o il fucile di precisione SR-25, mentre a partire da dicembre 2024 non ha più in dotazione un'arma secondaria. Come gadget ha a disposizione alternativamente la claymore o la granata a frammentazione. Originariamente, l'Abilità Unica di Blackbeard consisteva nel posizionare uno scudo rinforzato TARS Mk0 sopra l'arma primaria, così da essere riparato dai colpi diretti verso la sua testa. Lo scudo, inoltre, era trasparente, in modo da non compromettere la visuale. Lo scudo, di contro, si frantumava dopo aver ricevuto un certo numero di colpi.[20] Blackbeard, tuttavia, è stato oggetto di una profonda rimasterizzazione con l'Operazione Collision Point (Anno 9 Stagione 4). Con questa modifica, lo scudo trasparente posizionato sopra l'arma è stato sostituito con lo Scudo Adattabile H.U.L.L., in grado di coprire l'intero corpo dell'operatore. Lo scudo, oltre che essere antiproiettile,  è dotato di un sistema pneumatico che gli consente di irrompere nelle superfici non rinforzate. Insieme allo scudo, Blackbeard ha in dotazione una delle predette armi primarie e, nel momento in cui si mira, lo scudo si abbassa nella parte superiore, per consentire all'operatore di sparare. Di contro, quando lo scudo è abbasato, Blackbeard diviene vulnerabile ai proiettili.[21] In virtù della sua Abilità Unica, Blackbeard è specializzato in Irruzione e in Prima Linea.

L'Operazione Polvere ha inserito una nuova mappa, ambientata in Medio Oriente (luogo preciso sconosciuto), denominata Confine: una combinazione di edifici vecchi e nuovi, posizionati in una zona di confine, che rendono la mappa, composta da soli due piani, una fra la più piccola e la più distruttibile di quelle presenti. La mappa ha subito una rielaborazione nel marzo del 2021. Confine è sempre stata presente nella lista mappe della modalità di gioco Classificata.

#### Operazione Pioggia di Teschi
L'Operazione Pioggia di Teschi (o Skull Rain), introdotta nell'agosto del 2016 e che ha dato vita alla stagione 3 dell'anno 1, si caratterizza, tra l'altro, per aver previsto l'inserimento di nuovi operatori e di una nuova mappa, nonché per essere la prima Operazione in assoluto ad essere stata ambientata al di fuori del continente (o subcontinente) nordamericano. Con l'Operazione Skull Rain, in particolare, sono stati inseriti Caveira e Capitão: due operatori, rispettivamente di difesa e di assalto, entrambi provenienti dal Brasile e ambedue apparteneti al gruppo speciale della Polica Militar del BOPE. Si tratta dei primi operatori brasiliani inseriti nel gioco.
- Capitão, il cui vero nome è Vicente Souza, nasce a Rio de Janeiro il 17 novembre e ha 49 anni. Il suo motto è il seguente: "Concentrarsi solo sugli aspetti negativi della vita ci impedisce di vedere le tante opportunità di fare del bene". Capitão è un operatore d'assalto, con 3 di velocità, 1 di salute e 2 di difficoltà. Come armi primarie, Capitão ha in dotazione alternativamente la mitragliatrice M249 o il fucile d'assalto PARA-308, mentre come armi secondarie il mini cannone GONNE-6 o la pistola PRB92. Come gadget ha a disposizione alternativamente la claymore, la carica da irruzione pesante o la granata EMP a impatto.[24] La sua Abilità Unica consite nell'avere a disposizione la TAC MK0: una balestra tattica utilizzabile sia con delle microgranate fumogene, sia con dei dardi asfissianti, i quali bruciano una determinata area.[23] In virtù della sua Abilità Unica, Capitão è specializzato in Prima Linea e in Controllo Mappa.
- Caveira, il cui vero nome è Taina Pereira, nasce il 15 ottobre nella città brasiliana di Rinópolis e ha 27 anni. Il suo motto è il seguente: "Non tutti i bambini possono scegliere cosa diventeranno da grandi". Caveira è un'operatrice di difesa, con 3 di velocità, 1 di salute e ben 3 di difficoltà. Come armi primarie, Caveira ha in dotazione alternativamente la mitraglietta M12 o il fucile a pompa SPAS-15, mentre come arma secondaria la sola pistola LUISON PRB92, equipaggiata necessariamente con uno speciale silenziatore. Come gadget ha a disposizione alternativamente l'allarme di prossimità, la granata a impatto o l'inibitore osservazione.[25] La sua Abilità Unica consiste nel Passo Felpato, che consente a Caveira di muoversi silenziosamente e di avvicinarsi ai nemici senza che se ne accorgano, immobilizzandoli e con la possibilità di interrogarli. L'interrogazione dell'assalitore rivela la posizione dei suoi compagni ai difensori per qualche secondo; tuttavia, Caveira può decidere di uccidere definitivamente l'avversario immobilizzato, anziché di interrogarlo. Strettamente collegato al Passo Felpato sono il silenziatore personalizzato e le munizioni subsoniche per la sua arma secondaria.[23] Caveira, in virtù della sua Abilità Unica, ha le specializzazioni in Raccolta Informazioni e in Controllo delle Folle ed è considerato l'operatore esterno (o roamer) per eccellenza. Il suo compito, in particolare, non è quello di difendere direttamente le bombe dall'interno delle stanze in cui esse si trovano, bensì di operare all'esterno del sito del bombe, di modo che possa uccidere o comunque rallentare i nemici prima che giungano nel sito, oppure ucciderli da dietro mentre sono in lotta con i difensori interni (flank).[26][27]

L'Operazione Skull Rain ha introdotto una nuova mappa, ambientata in Brasile (luogo specifico sconosciuto), denominata Favelas: favela brasiliana caratterizzata da strade strette colorate e da una notevole distruttibilità. La mappa si compone di 3 piani e ha subito una rielaborazione nel giugno del 2021, per poi essere rimossa dalla lista mappe della modalità di gioco Classificata.

#### Operazione Corvo Rosso
L'Operazione Corvo Rosso (o Red Crow), pubblicata nel novembre del 2016 e che ha dato vita alla quarta ed ultima stagione dell'anno 1, si caratterizza, tra l'altro, per aver introdotto due nuovi operatori e una nuova mappa, nonché per essere stata la prima Operazione in assoluto ad essere ambientata nel continente asiatico. Con l'Operazione Red Crow, in particolare, sono stati inseriti Echo ed Hibana: due operatori, rispettivamente di difesa e di assalto, entrambi provenienti dal Giappone e ambedue appartenenti ai reparti speciali della Polizia giapponese della S.A.T. Si tratta dei primi operatori giapponesi inseriti nel gioco.
- Hibana, il cui vero nome è Yumiko Imagawa, nasce a Nagoya il 12 luglio e ha 34 anni. Il suo motto è il seguente: "Il Kyūdō è meditazione in azione. Le esplosioni fanno parte dell'azione". Hibana si tratta della prima operatrice d'assalto donna introdotta nel gioco dalle varie operazioni, con 3 di velocità, 1 di salute e 1 di difficoltà. Come armi primarie, Hibana ha in dotazione alternativamente il fucile d'assalto TYPE-89 o il fucile a pompa SUPERNOVA, mentre come armi secondarie la pistola P229 o la pistola mitragliatrice BEARING 9. Come gadget ha a disposizione alternativamente la granata stordente o la carica da irruzione. La sua Abilità Unica consiste nell'avere in dotazione l'X-KAIROS, dotato di proietti esplosivi adesivi che possono essere detonati simultaneamente a distanza e che sono in grado di distruggere altresì le pareti rinforzate.[30] E proprio perché in grado di distruggere le superfici rinforzate, Hibana si tratta del primo hard breacher introdotto nel gioco dalle varie operazioni, sebbene abbia una portata inferiore rispetto alle cariche di Thermite e di Ace.[11] In virtù della sua Abilità Unica, Hibana è specializzata in Irruzione e in Prima Linea.
- Echo, il cui vero nome è Masaru Enatsu, nasce a Tokyo il 31 ottobre e ha 36 anni. Il suo motto è il seguente: "Non chiedetemi cosa sto facendo col mio telefono. Meglio che continuiate a non saperlo". Echo si tratta del primo operatore di difesa uomo introdotto nel gioco nel corso delle varie operazioni, con 1 di velocità, 3 di salute e ben 3 di difficoltà. Come armi primarie, Echo ha in dotazione alternativamente la mitraglietta MP5SD, equipaggiata necessariamente con il silenziatore, o il fucile a pompa SUPERNOVA, mentre come armi secondarie la pistola P229 o la pistola mitragliatrice BEARING 9. Come gadget ha a disposizione alternativamente la granata a impatto o lo scudo mobile. La sua Abilità Unica è costituita dallo YOKAI: un drone controllabile da remoto che libera delle scariche soniche in grado di disorientare tutti bersagli colpiti dalle stesse. Tale drone, inoltre, è pure in grado di trasmettere delle immagini video, con la conseguenza che può fungere anche da telecamera. Tutto ciò, però, comporta uno stile di gioco statico. In virtù della sua Abilità Unica, Echo è specializzato in Raccolta Informazioni e in Controllo delle Folle ed è pacificamente ritenuto un operatore interno (o ancora), cioè specializzato nella fisa diretta del sito delle bombe, realizzata dall'interno delle stanze in cui le stesse si trovano, come dimostra anche il suo livello di velocità.[31]

L'Operazione Red Crow ha introdotto una nuova mappa, ambientata nella città giapponese di Nagoya, luogo di nascita di Hibana, denominata Grattacielo: un grattacielo in evidente stile nipponico, sia esternamente sia internamente, composto da due piani. La mappa è stata oggetto di rielaborazione nel dicembre del 2020 ed è presente nella lista mappe della modalità di gioco Classificata.

### Anno 2

#### Operazione Guscio di Velluto
L'Operazione Guscio di Velluto (o Velvet Shell), introdotta nel febbraio del 2017 e che ha dato vita alla prima stagione dell'anno 2, si caratterizza, tra l'altro, per aver previsto l'inserito di due nuovi operatori e di nuova mappa, nonché per essere la prima Operazione ad essere stata ambientata in Europa, più precisamente in Spagna. Con tale Operazione, in particolare, sono stati inseriti Mira e Jackal: due operatori, rispettivamente di difesa e di assalto, entrambi provenienti dalla Spagna e ambedue appartenenti all'unità d'élite della Polizia spagnola del Grupo Especial de Operaciones (G.E.O.). Si tratta dei primi operatori spagnoli introdotti nel gioco.
- Jackal, il cui nome vero è Ryad Ramírez Al-Hassar, nasce a Ceuta il 29 febbraio e ha 49 anni. Il suo motto è il seguente: "Non puoi sfuggirmi, ma questo non significa che non ci proverai". Jackal è un operatore d'assalto, con 2 di velocità, 2 di salute e ben 3 di difficoltà. Come armi primarie, Jackal ha in dotazione alternativamente il fucile d'assalto C7E, la mitraglietta PDW9 o il fucile a pompa ITA12L, mentre come armi secondarie la pistola USP40 o il fucile a pompa ITA12S. Come gadget ha a disposizione alternativamente la claymore o la granata fumogena. La sua Abilità Unica consiste nell'Eyenox Model III: uno speciale visore dotato di un sistema di tracciamento in grado di identificare e tracciare le impronte delle scarpe di un operatore. Con questo visore, in particolare, Jackal può non solo visionare le impronte delle scarpe lasciate a terra dagli avversari, così da essere a conoscenza del percorso da loro fatto, ma può anche scansionare tali impronte. La scansione produce come effetto l'identificazione del nemico scansionato ed il tracciamento della sua posizione in tempo reale per un certo numero di secondi. Jackal, in virtù della sua Abilità Unica, è specializzato in Raccolta Informazioni e in Controllo Mappa.[34]
- Mira, il cui nome vero è Elena Maria Alvarez del Manzano, nasce a Madrid il 18 novembre e ha 39 anni. Il suo motto è il seguente: "Immaginami come la tua coscienza. Vedo tutto e sono altrettanto spietata". Mira è un'operatrice di difesa, con 1 di velocità, 3 di salute e ben 3 di difficoltà. Come armi primarie, Mira ha in dotazione alternativamente la mitraglietta VECTOR .45 ACP o il fucile a pompa ITA12L, mente come armi secondarie la pistola USP40 o il fucile a pompa ITA12S. Come gadget ha a disposizione alternativamente la nitro-cell o l'allarme di prossimità. La sua Abilità Unica consiste nell'avere in dotazione lo Specchio Nero: un vetro laminato che può essere posizionato su qualsiasi muro distruttibile, rinforzato e non. Una volta installato, lo Specchio Nero ritaglierà un vetro antiproiettile nella parte in cui è stato installato, mentre dall'altra parte il vetro sarà oscurato. Nella parte inferiore, lo Specchio Nero contiene una piccola bombola d'aria, la quale, se distrutta, rompe il vetro e crea un'apertura.[35] Di norma, lo Specchio Nero di Mira viene contrastato dagli attaccanti attraverso l'operatrice Twitch, il cui drone, infatti, è grado di rompere la predetta bombola d'aria in modo agevole.[36]. Infine, il vetro dello Specchio Nero può essere rotto, ma non aperto, sia utilizzando il corpo a corpo sul vetro, sia da alcune Abilità Uniche degli assalitori (ad esempio, Ash o Kali).[37] In virtù della sua Abilità Unica, Mira è specializzata in Raccolt a Informazioni e in Supporto ed è pacificamente ritenuto un operatore interno (o ancora), cioè specializzato nella fisa diretta del sito delle bombe, realizzata dall'interno delle stanze in cui le stesse si trovano, come dimostra anche il suo livello di velocità.

L'operazione Velvet Shell ha previsto l'inserimento di una nuova mappa, ambientata ad Ibiza, denominata Costa: un complesso di locali, formato da due piani, posizionato sulla costa rocciosa di Ibiza. La mappa ha subito una piccola rielaborazione nel settembre del 2021 ed è stabilmente presente nella lista mappe della modalità di gioco Classificata. Costa, come emerge anche dalle planimetrie, è una delle mappe più piccole presenti nel gioco, il che favorisce scontri caotici e ravvicinati.
L'Operazione Velvet Shell, infine, ha introdotto alcune skin armi stagionali (ad esempio, Chupinazo, El Dorado, Dissolvenza), il set élite dell'operatore Rook ed il pass stagionale per l'anno 2.

#### Operazione Salute
L'Operazione Salute (o Health), introdotta nel maggio del 2017 e che ha dato vita alla stagione 2 dell'anno 2, si caratterizza per essere stata la prima ed unica Operazione a non aver previsto l'introduzione di nuovi operatori, né di nuove mappe o armi. Questa Operazione, a detta degli sviluppatori, è stata creata per "risolvere diversi problemi e investire in una tecnologia migliore per garantire lo sviluppo del gioco nei prossimi anni. Da qui il nome Operazione Salute. Tra gli altri, di seguito vengono elencati i punti su cui l'aggiornamento si è soffermato maggiormente.
- Matchmaking monofose: si tratta di una semplificazione che conferisce alle partite maggiore stabilità e risultati di matchmaking più rapidi, comportando prestazioni migliori e una riduzione del tempo d'attesa.
- Matchmaking interattivo: dà la possibilità di sbloccare nuovi operatori, modificare la dotazione degli stessi e, in generale, muoversi liberamente nel menù del gioco mentre è in corso la fase di matchmakiing, al fine di aumentare la funzionalità del gioco ed il benessere del giocatore.
- Rimodulazione delle hitbox: con la modifica, l'hitbox include soltanto il corpo umano, sicché, a differenza di quanto accadeva prima di questa Operazione, gli elementi che non costituiscono il corpo dell'operatore (ad esempio, abiti larghi, sacche, copricapi, borse, accessori, ecc.) non faranno più parte della hitbox degli operatori.
- Risoluzione dei bug più segnalati dalla comunity (ad esempio, il fatto che le cariche dell'X-KAIROS di hibana non esplodono correttamente una volta attivate o non generano un feedback audiovisivo per gli altri operatori.

#### Operazione Orchidea di Sangue
L'Operazione Orchidea di Sangue (o Blood Orchid), introdotta nell'agosto del 2017 e che ha dato vita alla stagione 3 dell'anno 2, presenta la peculiarità di essere stata la prima delle uniche due operazioni ad aver introdotto 3 operatori. Tale circostanza si spiega per il fatto che, originariamente, nell'anno 2 avrebbero dovuti essere introdotti 2 operatori per ognuna delle 4 stagioni, per un totale di 8 operatori, come era di consueto fare da parte degli sviluppatori. Tuttavia, come affermato espressamente dagli stessi sviluppatori, "abbiamo deciso di dedicare i tre mesi della stagione 2 a migliorar[e il gioco]. Questo significa che posticiperemo la stagione ambientata a Hong Kong per lanciare Operazione Health". Detto ciò, la scelta degli sviluppatori è stata quella di introdurre ugualmente i 6 operatori restanti dell'anno 2, spalmandoli per le 2 sole operazioni rimanenti e quindi introducendo 3 operatori per Operazione. Gli operatori separati sono stati i polacchi, essendo stato uno inserito con la presente Operazione (Ela), mentre l'altro è stato introdotto nella stagione successiva (Zofia). L'Operazione Blood Orchid ha introdotto tre operatori: Ying, Lesion ed Ela.
- Ying, il cui nome vero è Siu Mei Lin, nasce ad Hong Kong il 12 maggio e ha 33 anni. Il suo motto è il seguente: "Proteggere gli altri è una vocazione. Se non ce l'hai, lascia perdere". Ying è un'operatrice d'assalto, con 2 di velocità, 2 di salute e 2 di difficoltà, appartenente all'unità tattica della Polizia di Hong Kong dell'S.D.U. Come armi primarie, Ying ha in dotazione alternativamente la mitragliatrice T-95 LSW o il fucile a pompa SIX12, mentre come arma secondaria la sola pistola Q-929. Come gadget ha a disposizione alternativamente la carica da irruzione pesante o la granata fumogena. La sua Abilità Unica consiste nell'avere in dotazione il LUMEN: un esplosivo basato su mercurio e magnesio, che è in grado di generare una serie di lampi accecanti. Il LUMEN, in sostanza, rilascia un grappolo di flashbang e può essere sia lanciato come una granata, sia ancorato alle superfici rinforzate e non. Nondimeno, Ying ha in dotazione dei particolari occhiali e tappi  per le orecchie, così da non poter essere stordita ed accecata dai propri LUMEN. La specializzazione di Ying è Prima Linea e Controllo Mappa ed è considerata un'entry fragger, ossia l'operatore più aggressivo della squadra, che ha il compito di entrare per primo nella mappa, ottenendo il controllo della stessa, di cercare eventuali esterni avversari e, in generale, di ottenere per primo le uccisioni.[41][42][43][44]
- Lesion, il cui nome vero è Liu Tze Long, nasce ad Hong Kong il 2 luglio e ha 44 anni. Il suo motto è il seguente: "Non chiedere mai scusa per ciò che sei. Solo gli stupidi pretendono che tu ti sminuisca". Lesion è un operatore di difesa, con 2 di velocità, 2 di salute e 1 di difficoltà, appartenente all'unità tattica della Polizia di Hong Kong dell'S.D.U. Come armi primarie, Lesion ha in dotazione alternativamente il fucile a pompa SIX12 SD o la mitraglietta T-5 SMG, mentre come armi secondarie la pistola Q-929 o il fucile a pompa SUPER-SHORTY. Come gadget ha a disposizione alternativamente l'inibitore di osservazione o la telecamera antiproiettile. La sua Abilità Unica consiste nell'avere in dotazione le GU: delle mine con all'interno dei paletti strofinati con feci o piante tossiche. Una volta calpestate dai nemici, le mine GU iniettano un tossina in grado di rallentare e ferire l'assalitore. Per far cessare l'effetto della mina GU, l'assalitore dovrà fermarsi e rimuovere il paletto conficcato nel suo corpo. Le mine GU, inoltre, si mimetizzano con il pavimento in cui sono piazzate, rendendole quasi invisibili. Lesion è specializzato in Anti-Irruzione e Sabotatore ed è un operatore molto versatile. Lesion, difatti, è tendenzialmente utilizzato come ancora, vale a dire a preposto alla difesa dell'obiettivo rimanendo all'interno del sito, ma è considerato l'operatore flex per eccellenza, cioè che è flessibile ed adattabile a ogni situazione, potendo essere anche utilizzato, all'occorrenza, come esterno.[45][46][47]
- Ela, il cui nome vero è Elżbieta Bosak, nasce a Breslavia l'8 novembre e ha 31 anni. Il suo motto è il seguente: "Insieme, possiamo tirar giù perfino le stelle dal cielo". Ela è un'operatrice di difesa, con 2 di velocità, 2 di salute e 1 di difficoltà, appartenente alle forze speciali polacche del GROM.  Come armi primarie, Ela ha in dotazione alternativamente il fucile a pompa FO-12 o la mitraglietta SCORPION EVO 3 A1, mentre come arma secondaria la sola pistola RG15. Come gadget ha a disposizione alternativamente il filo spinato, lo scudo mobile o la granata a impatto. La sua Abilità Unica consiste nell'avere in dotazione la Mina a Concussione: delle mine adesive che si attivano quando un assalitore si trova nella loro prossimità e producono un effetto stordente, danneggiando anche l'udito. Ela è specializzata in Controllo delle Folle e in Sabotatore ed è un'operatrice versatile, sebbene sia predisposta maggiormente per il roaming.[48][49]

L'Operazione Blood Orchid ha introdotto una nuova mappa, ambientata ad Hong Kong, denominata Parco Divertimenti: un parco divertimenti abbandonato sulla costa di Hong Kong, composto da due piani. Parco Divertimenti ha subito una delle più pesanti rielaborazione mappa mai effettuate a soli poco più di 2 anni di distanza dalla sua introduzione (nel dicembre del 2019). Sebbene non lo sia stata stabilmente, Parco Divertimenti è presente nella lista mappe della modalità di gioco Classificata.

#### Operazione Rumore Bianco
L'Operazione Rumore Bianco (o White Noise), introdotta nel novembre 2017 e che ha dato vita alla stagione 4 dell'anno 2, si caratterizza per essere stata, visto lo slittamento dell'Operazione Blood Orchid, la seconda ed ultima Operazione ad aver introdotto 3 nuovi operatori. Con l'Operazione Rumore Bianco, in particolare, sono stati inseriti 3 operatori: Vigil, Dokkaebi e Zofia.
- Vigil, il cui nome vero è Chul Kyung Hwa, nasce il 17 gennaio, ha 34 anni ed il suo luogo di nascita è segreto. Vigil appartiene alle forze speciali dell'Esercito sudcoreano del 707° Battaglione per Operazioni Speciali (SMB) ed il suo motto è "Non preoccupatevi per me. Non sono mai stato qui". Come armi primarie, Vigil ha in dotazione alternativamente la mitraglietta K1A o il fucile a pompa BOSG. 12.2, mentre come armi secondarie alternativamente le due pistole mitragliatrici C75 AUTO o SMG-12. Come gadget ha a disposizione alternativamente la telecamera antiproiettile o la granata a impatto. La sua Abilità Unica consiste nell'aver in dotazione l'ERC-7: un apparecchio elettronico dotato di un sistema di mantello di rendering elettronico, in grado di cancellare l'immagine di Vigil da qualsiasi telecamera. In Virtù della sua Abilità Unica, Vigil è specializzato in Anti-Gadget e in Controllo delle Folle ed è considerato uno dei migliori roamer del gioco.[53][54]
- Dokkaebi, il cui nome vero è Grace Nam, nasce a Seul il 2 febbraio e ha 34 anni. Dokkaebi è un'operatrice d'assalto con 3 di velocità, 1 di salute e 2 di difficoltà, appartenente alle forze speciali dell'Esercito sudcoreano del 707° Battaglione per Operazioni Speciali (SMB) ed il suo motto è "Tu dici patata, io dico botnet". Come armi primarie, Dokkaebi ha in dotazione alternativamente il fucile di precisione MK 14 EBR o il fucile a pompa BOSG. 12.2, mentre come armi secondarie alternativamente il mini cannone GONNE-6 o le due pistole mitragliatrici C75 AUTO o SMG-12. Come gadget ha a disposizione alternativamente la granata fumogena, la granata stordente o la granata EMP a impatto. La sua Abilità Unica consiste nell'avere in dotazione la Bomba Logica: un dispositivo portatile in grado di hackerare i dispositivi avversari, facendogli emettere una forte vibrazione per alcuni secondi e così rivelando la loro posizione. Inoltre, tale dispositivo, hackerando i dispositivi degli avversari uccisi, può avere accesso alle telecamere dei difensori. Dokkaebi è specializzata in Raccolta Informazioni e in Controllo Mappa.[55]
- Zofia, il cui nome vero è Zofia Bosak, nasce a Wroclaw il 28 gennaio e ha 36 anni. Zofia è un'operatrice d'assalto con 1 di velocità, 3 di salute e 1 di difficoltà, appartenente alle forze speciali polacche del GROM ed il suo motto è "L'importante non è il posto in cui finisci, ma come riesci a trasformarlo in casa". Come armi primarie, Zofia ha in dotazione alternativamente la mitragliatrice LMG-E o il fucile d'assalto M762, mentre come arma secondaria la sola pistola RG15. Come gadget ha a disposizione alternativamente la claymore o la carica da irruzione pesante. La sua Abilità Unica consiste nell'avere in dotazione il KS79 LIFELINE: un speciale fucile dotato di munizioni sia da impatto sia da concussione; quest'ultime emettono un'onda sonora da 170 decibel, danneggiando l'udito ed esplicando un effetto stordente. Zofia è specializzata in Irruzione e in Anti-Gadget ed è un soft breacher.[56]

L'Operazione ha introdotto una nuova mappa, ambientata a Seul, denominata Torre: Torre Mok Myeok di Seul, composta da due piani. La mappa non ha subito rielaborazioni, e tuttavia si tratta di una delle mappe che più velocemente è stata rimossa dalla lista scenari della modalità di gioco Classificata, essendo stata rimossa dopo neanche un anno dalla sua uscita, in particolare nel giugno del 2018.
L'Operazione, infine, ha previsto l'inserimento di alcune skin stagionali e del pacco élite dell'operatore Mute.

### Anno 3

#### Operazione Chimera
L'Operazione Chimera, introdotta nel marzo 2018 e che ha dato inizio alla prima stagione dell'anno 3, presenta la peculiarità di essere stata la prima ed unica Operazione ad aver introdotto due operatori entrambi attaccanti. Inoltre, con questa Operazione, a differenza di quanto accaduto nelle precedenti, sono stati introdotti due operatori di nazionalità diversa e, fatta eccezione della'Operazione Health, non è stata introdotta alcuna mappa.. In particolare, con l'Operazione Chimera sono stati introdotti Finka e Lion, rispettivamente di nazionalità russa e francese. L'impostazione tradizionale degli sviluppatori è quella secondo cui con ciascuna operazione vengono introdotti due operatori, di assalto e di difesa, entrambi provenienti dal luogo in cui l'operazione è ambientata. L'Operazione Chimera si tratta della prima volta in cui gli sviluppatori rompono, per loro scelta, con tale impostazione tradizionale. Difatti, è vero le precedenti Operazione Blood Orchid ed Operazione White Noise hanno introdotto tre operatori e non due, rompendo con la suddetta impostazione tradizionale; ma è altrettanto vero che, per esplicita dichiarazione degli sviluppatori, la scelta è stata in qualche modo obbligata, poiché l'Operazione Blood Orchid è stata posticipata per dare spazio all'Operazione Health, dedicata esclusivamente alla risoluzione dei problemi principali del gioco. Con l'Operazione Chimera, invece, non c'è tutto ciò, con la conseguenza che si può affermare che è stata la prima volta in cui gli sviluppatori, per propria scelta, si sono distaccati dalla predetta impostazione tradizionale; scelta che poi si è potratta anche per le due successive stagioni. Finka non si tratta del primo operatore russo del gioco e neppure del primo appartenente al corpo dello Spetsnaz, essendo già presente il gruppo degli operatori apripista russi, appartenenti anche loro al corpo dello Spestsnaz (Fuze, Glaz, Kapkan e Tachanka). Neanche Lion si tratta del primo operatore francese del gioco e neppure del primo appartenente al GIGN, essendo già presente il gruppo degli operatori apripista francesi, pure loro appartenenti al GIGN (Twich, Montagne, Doc e Rook). Con l'Operazione Chimera, inoltre, per la prima volta è stata posticipata di un mese la pubblicazione della prima Operazione dell'anno, essendo uscita a marzo, anziché a febbraio come per le stagioni 1 degli anni 1 e 2; slittamento che poi si riverbererà anche sulle altre stagioni dello stesso anno, posticipate tutte di un mese rispetto agli anni 1 e 2. Questa scelta è stata confermata dagli sviluppatori per tutti i successivi anni ed è ormai consolidata, fatta eccezione dell'anno 7.
- Finka, il cui nome vero è Lera Melnikova, ha 27 anni e nasce nella città bielorussa di Gomel, ma ha la cittadinanza russa. Finka appartiene al reparto CBRN delle forze speciali russe degli Spestsnaz ed il suo motto è "Non devi per forza tenerti la mano che ti viene servita". Finka è un'operatrice d'assalto, con 2 di velocità, 2 di salute e 1 di difficolta. Come armi primarie, Finka ha in dotazione alternativamente la mitragliatrice 6P41, il fucile a pompa SASG-12 o il fucile d'assalto SPEAR .308, mentre come armi secondarie alternativamente le pistole GSH-18 O PMM. Come gadget ha a disposizione alternativamente tre tipologie di granate: stordente, fumogena o a frammentazione. La sua Abilità consiste nella Botta di Adrenalina, con la quale attiva delle nanoparticelle di zinco precedentemente iniettate negli operatori. Queste nanoparticelle incrementano per un breve periodo la salute salute degli operatori di assalto e, se sono a terra, li rianima. Finka è specializzata in Prima Linea e in Supporto ed è considerata un operatore Flex, poiché, a seconda delle situazioni concrete, può essere utilizzato come entry fragger o come supporto.
- Lion, il cui nome vero è Olivier Flament, nasce a Tolosa il 29 agosto e ha 31 anni. Lion è appartenente al Groupe d'Intervention de la Gendarmerie Nationale (GIGN) ed il suo motto è "Confondere il giusto con il facile può condurre a scelte molto pericolose". Lion è un operatore d'assalto, con 2 di velocità, 2 di salute e 1 di difficoltà. Come armi primarie, Lion ha in dotazione alternativamente il fucile di precisione 417, il fucile a pompa SG-CQQ o il fucile d'assalto V308, mentre come armi secondarie alternativamente le pistole LFP586 O P9. Come gadget ha a disposizione alternativamente la claymore, la granata a frammentazione o la granata stordente. La sua Abilità Unica consiste nell'avere in dotazione l'EE-ONE-D: un drone aereo con senso di movimento in grado di rivelare la posizione dei difensori in movimenti. Quando Lion avvia la scansione con il suo drone, ai difensori viene dato un preavviso di 1,5 secondi, i quali possono evitare di rivelare la loro posizione rimanendo fermi nei 2 successivi nei quali il drone effettua la scansione. Se invece nei secondi in cui il drone effettua la scansione i difensori si muovono, ciò rivelerà la loro posizione.[60] Originariamente, la potenza di Lion era nettamente maggiore, non tanto perché la scansione durava 4 secondi e quindi il tempo per cui i difensori sarebbero dovuti rimanere immobili - per non essere scovati -  era maggiore, ma anche e soprattutto perché la scansione del difensore rivelava addirittura l'intera sagoma del difensore scovato. Questo eccessivo vantaggio, tuttavia, è stato rimosso nell'aprile del 2019 e a partire da tale momento la scansione del drone rivela soltanto un effetto ping rosso del difensore scansionato.[61] Lion è specializzato in Raccolta Informazioni e in controllo Mappa.

L'Operazione Chimera, infine, introdotto l'evento Outbreak, il primo set élite di Ash, skin armi stagionali ed il pass dell'anno 3.

#### Operazione Para Bellum
L'Operazione Para Bellum, introdotta nel giugno del 2018 e che ha dato inizio alla stagione 2 dell'anno 3, si caratterizza per essere la prima ed unica Operazione ad aver introdotto due operatori entrambi difensori. Ferma restando questa peculiarità, con la presente Operazione, a differenza di quanto accaduto nell'Operazione Chimera, gli sviluppatori sono tornati all'impianto tradizionale, dal momento che l'Operazione Para Bellum è ambientata in una nazione specifica e i due operatori sono ambedue di nazionalità del luogo in cui è ambientata l'Operazione medesima. Nello specifico, l'Operazione Para Bellum è ambientata in Italia, più precisamente in Toscana, e ha introdotto Maestro ed Alibi: due operatori di difesa, entrambi di nazionalità italiana e ambedue appartenenti al Gruppo di Intervento Speciale dell'Arma dei Carabinieri (G.I.S.). Si tratta dei primi operatori italiani introdotti nel gioco.
- Maestro, il cui nome vero è Adriano Martello, nasce a Roma il 13 aprile e ha 45 anni. Il suo motto è il seguente: "Ti ho mai raccontato della volta che siamo saltati giù da un albero, in una palude del Congo, in piena notte? No? Ah, è buona, questa...". Maestro è un operatore di difesa, con 1 di velocità, 3 di salute e 2 di difficoltà. Come armi primarie, Maestro ha in dotazione alternativamente la mitragliatrice ALDA 5.56 o il fucile a pompa ACS12, mentre come armi secondarie alternativamente le pistole KERATOS .357 o BAILIFF 410. Come gadget ha a disposizione alternativamente il filo spinato, la granata a impatto o l'inibitore osservazione. La sua Abilità Unica consiste nell'avere in dotazione l'Occhio del Male: una piccola torretta controllata da remoto da Maestro, che può essere posizionata sui muri o sui pavimenti, in grado di sparare raggi laser ad alta energia e di ferire gli avversari o, in caso di fuoco amico, gli alleati. Quando la torretta è chiusa, è antiproiettile e funge da telecamera. Tuttavia, quando Maestro decide di sparare con l'Occhio del Male, la torretta si aprirà per far uscire i colpi, ma diverrà vulnerabile ai proiettili. L'Occhio del Male, inoltre, è in grado di vedere oltre il fumo. Vista la sua Abilità Unica, Maestro è specializzato in Anti-Gadget e in Raccolta Informazioni ed è pacificamente ritenuto un operatore interno (o ancora), vista anche la sua bassa velocità.Tutto ciò, però, potrebbe comportare uno stile di gioco statico, al pari di Echo.[63]
- Alibi, il cui nome vero è Aria De Luca, ha 37 anni e nasce nella città libica di Tripoli il 15 dicembre, ma ha la cittadinanza italiana ed è migrata in Italia, con la sua famiglia, all'età di tre anni. Il suo motto è il seguente: "Mai rivelare la tua mano". Alibi è un'operatrice di difesa, con 3 di velocità, 1 di salute e ben 3 di difficoltà. Come armi primarie, Alibi ha in dotazione alternativamente la mitraglietta MX4 STORM o il fucile a pompa ACS12, mentre come armi secondarie alternativamente le pistole KERATOS .357 o BAILIFF 410. Come gadget ha a disposizione alternativamente l'allarme di prossimità o l'inibitore osservazione. La sua Abilità Unica consiste nell'avere in dotazione il PrismaPrisma: un ologramma identico ad Alibi in posizione immobile. L'assalitore che spara al Prisma o lo tocca, anche con il drone, rivelerà la propria posizione ai difensori per qualche secondo. Un modo per rompere il Prisma è sparare tra i piedi dell'ologramma. I proiettili comunque oltrepassano l'ologramma. Alibi è specializzata in Raccolta Informazioni e in Sabotatore ed è considerato un operatore esterno (o roamer), data anche la sua velocità elevata.[64][65]

L'Operazione Para Bellum ha introdotto una nuova mappa, ambientata in Italia e, più precisamente, in Toscana, denominata Villa: una villa appartenente ad "una pericolosa famiglia criminale, nota per la sua attività di contrabbando", fuggita quando è venuta a sapere dell'Operazione Para Bellum. Villa si compone di tre piani, non ha subito rielaborazione alcuna ed è stabilmente presente nella lista mappe della modalità di gioco Classifica. Villa presenta l'interessante caratteristica di essere, per espressa dichiarazione degli sviluppatori, "la nostra mappa più tattica di sempre".
Con l'Operazione Para Bellum, infine, è stato introdotto il set élite dell'operatore Thatcher, alcune mimetiche armi stagionali e la rielaborazione della mappa Club House.

#### Operazione Cielo Cupo
Con l'Operazione Cielo Cupo (o Grim Sky), introdotta nel settembre del 2018 e che ha dato vita alla stagione 3 dell'anno 3, gli sviluppatori rompono ancora con l'impostazione tradizionale tipica per le operazioni del gioco. Più esattamente, con l'Operazione Grim Sky gli sviluppatori tornano ad introdurre - con una singola Operazione - un operatore di difesa e un operatore d'assalto, e tuttavia si distacca dall'impostazione tradizionale sia perché si tratta di due operatori di nazionalità diversa, sia perché la presente Operazione non è ambientata in un luogo specifico e, di conseguenza, non ha portato all'introduzione di una nuova mappa. Con l'Operazione Grin Sky sono stati inseriti gli operatori Maverick e Clash, rispettivamente di nazionalità statunitense e britannica. Maverick non si tratta del primo operatore statunitense, essendo già presente il gruppo degli operatori apripista della FBI Swat, formato da Thermite, Ash, Castle e Pulse, nonché gli operatori statunitensi Blackbeard e Valkyrie, appartenenti ai Navy SEAL, introdotti con l'Operazione Duse Line. Neppure Clash si tratta del primo operatore britannico, essendo già presente il gruppo degli operatori apripista appartenenti alla SAS, composto da Sledge, Thatcher, Smoke e Mute.
- Maverick, il cui vero è Erik Thorn, nasce a Boston il 20 aprile e ha 36 anni. Maverick è un appartenente all'Intelligence dell'Esercito americano ed il suo motto è "Il diavolo si nasconde nei dettagli... e io pure". Maverick è un operatore d'assalto, con 3 di velocità, 1 di salute e 2 di difficoltà. Come armi primarie, Maverick ha in dotazione alternativamente i fucili d'assalto AR.15.50 o M4, mentre come arma secondaria la sola pistola 1911 TACOPS. Come gadget ha a disposizione alternativamente la claymore, la granata fumogena o la granata stordente. La sua Abilità Unica consiste nell'avere in dotazione la Fiamma Ossidrica, in grado di perforare qualsiasi superficie, ivi compresi i muri e le botole rinforzati. La Fiamma Ossidrica è quasi totalmente silenziosa, il che permette di creare delle linee di tiro attraverso piccoli fori senza che gli avversari se ne accorgano. Tuttavia, il combustibile che alimenta la Fiamma Ossidrica si consuma molto rapidamente. In virtù della sua Abilità Unica, Maverick è specializzato in Irruzione e in Prima Linea. Vista la capacità di rompere le superifici rinforzate, Maverick rientra, anche se non unanimemente, nel novero degli operatori hard breacher, sebbene la portata della sua Fiamma Ossidrica sia nettamente inferiore a quella delle Abilità Uniche degli altri hard breacher, in particolar modo di Thermite ed Ace. È fuori dubbio, però, che Maverick si tratti di un operatore Flex, potendo adattarsi ad ogni situazione fattuale in relazione alle circostanze concrete.[69]
- Clash, il cui vero nome è Morowa Evans, nasce a Londra il 7 giugno e ha 35 anni. Clash appartiene al reparto investigativo del Metropolitan Police Service (MPS) ed il suo motto è "Il cambiamento arriverà se si è disposti a lottare per ottenerlo". Clash è un'operatrice di difesa, con 1 di velocità, 3 di difesa e 3 di difficoltà, ed è il primo ed unico operatore di difesa che ha in dotazione uno scudo. Come arma primaria, Clash ha in dotazione lo Scudo EC MK2 (che costituisce anche la sua Abilità Unica), mentre come armi secondarie ha in dotazione alternativamente la pistola P-10C, la pistola mitragliatrice SPSMG6 o il fucile a pompa SUPER-SHORTY. Come gadget ha a disposizione alternativamente il filo spinato o la granata a impatto. Come accennato, la sua Abilità Unica consiste nell'avere in dotazione lo Scudo EC MK2: uno scudo estensibile antiproiettile che copre l'intero corpo dell'operatore, in grado emanare un campo elettrico ad alto voltaggio che rallenta e danneggia gli assalitori che si trovino nel suo raggio d'azione. Tuttavia, se il campo elettrico viene attivato per un certo numero di secondi consecutivi, il generatore avrà bisogno cesserà di funzionare ed avrà bisgono di qualche secondo per ricaricarsi. In virtù della sua Abilità Unica, Clash è specializzata in Raccolta Informazioni e in Controllo delle Folle e può essere utilizzata in una pluralità di situazioni.[70]

L'Operazione Grim Sky ha previsto, inoltre, la profonda rielaborazione della mappa Base di Hereford, tant'è che - a detta degli sviluppatori - "andrà trattata come una mappa totalmente nuova", e un miglioramento della mappa Consolato, nonché il set élite dell'operatore Frost e alcune skin stagionali. La presente Operazione, infine, ha inserito la verifica in due passaggi  per le partite Classificate, inizialmente obbligatoria per i giocatori da pc.

#### Operazione Bastione del Vento
Con l'Operazione Bastione del Vento (o Wind Bastion), introdotta nel dicembre 2018 e che ha dato inizio alla stagione 4 dell'anno 3, gli sviluppatori, a distanza di quasi due anni (Operazione Velvet Shell, A2S1), tornano all'impostazione tradizionale tipica delle Operazioni del gioco, introducendo due operatori - d'assalto e di difesa - della medesima nazionalità ed entrambi provenienti dal luogo in cui è ambientata l'Operazione. In particolare, con l'Operazione Wind Bastion sono stati inseriti Nomad e Kaid: due operatori, rispettivamente di assalto e di difesa, entrambi di nazionalità marocchina e ambedue in forza al Group d'Intervention de la Gendarmerie Royale (GIGR). Si tratta dei primi operatori marocchini introdotti nel gioco e della prima Operazione ambientata nel continente africano.
- Nomad, il cui nome vero è Sanaa El Maktoub, nasce a Marrakesh il 27 luglio e ha 39 anni. Il suo motto è il seguente: "Me lo sentivo nel sangue, che dovevo viaggiare. Ora che l'ho fatto, so di non aver viaggiato abbastanza". Nomad è un'operatrice d'assalto, con 2 di velocità, 2 di salute e ben 3 di difficoltà. Come armi primarie, Nomad ha in dotazione alternativamente i fucili d'assalto AK-74M o ARX200, mentre come armi secondarie alternativamente le pistole PRB92 O .44 MAG. Come gadget ha a disposizione alternativamente la carica da irruzione o la granata stordente. La sua Abilità Unica consiste nell'avere in dotazione il Pugno d'Aria: un accessorio personalizzato che si posiziona al di sotto dell'arma primaria, in grado di aderire ad una superficie e di attivarsi quando un nemico è all'interno del raggio d'azione. Il Pugno d'Aria non è letale, ma disorienta il nemico colpito, facendolo cadere e rendendolo indifeso per qualche secondo. Inoltre il Pugno d'Aria, quando si attiva, emette un rumore, sicché è utile altresì per bloccare i flank dei difensori. Nomad è specializzata in Prima Linea e in Controllo Mappa e si tratta del primo operatore d'assalto in grado di piazzare delle trappole. Nomad è considerata un'entry fragger.[42][73]
- Kaid, il cui nome vero è jalal El Fassi, nasce ad Aroumd il 26 giugno e ha 58 anni, il che lo rende l'operatore più anziano del gioco. Il suo motto è il seguente: "Dai il buon esempio e smuoverai anche le montagne". Kaid è un operatore di difesa, con 1 di velocità, 3 di salute e 2 di difficoltà. Come armi primarie, Kaid ha in dotazione alternativamente la mitraglietta AUG A3 o il fucile a pompa TCSG12, mentre come armi secondarie alternativamente le pistole LFP586 O .44 MAG. Come gadget ha a disposizione alternativamente il filo spinato, la nitro-cell o l'inibitore osservazione. La sua Abilità Unica consiste nell'avere in dotazione l'Elettroartiglio Rtila: un gadget in grado di elettrificare  i muri e le botole rinforzati, nonché il filo spinato e gli scudi mobili. L'Elettroarglio Rtila di Kaid differisce dal Cavo Elettrizzato di Bandit: mentre, infatti, il Cavo Elettrizzato di bandit deve essere installato a mano, può essere applicato solo a terra (con esclusione quindi delle botole) ed elettrifica solo un muro rinforzato[74], l'Elettroartiglio, invece, è adesivo e può essere lanciato a distanza. In virtù della sua Abilità Unica, Kaid è specializzato in Anti-Irruzione e in Anti-Gadget ed è un operatore interno (o ancora), vista anche la sua bassa velocità.[75]

L'Operazione Wind Bastion ha introdotto una nuova mappa, ambientata in Marocco, e denominata Fortezza, al cui interno vi è una Kabash in mattoni di fango e un'architettura tipica della regione meridionale del Marocco. Fortezza si compone di due piani ed è stata rimossa dalla lista mappe Classificata dopo nemmeno un anno dalla sua pubblicazione.

### Anno 4

#### Operazione Orizzonte Bruciato
L'Operazione Orizzonte Bruciato (o Burnt Horizon), introdotta nel marzo 2019 e che ha dato inizio alla prima stagione dell'anno 4, si caratterizza per essere stata l'ultima Operazione nella quale gli sviluppatori hanno fatto ricorso all'impostazione tradizionale o, se si vuole, originaria, ambientando l'Operazione in luogo specifico ed introducendo due operatori - uno di assalto ed uno di difesa - entrambi provenienti dalla nazione nella quale è ambientata l'Operazione medesima. Difatti, già a partire dalla successiva Operazione, gli sviluppatori hanno abbandonato questa impostazione, o introducendo due operatori di nazionalità diversa, o introducendo un operatore per Operazione, e comunque riducendo drasticamente il numero delle mappe pubblicate. Con l'Operazione Burnt Horizon, in particolare, sono stati introdotti Gridlock e Mozzie: due operatori, rispettivamente d'assalto e di difesa, entrambi di nazionalità australiana e ambedue appartenenti al plotone di mobilità dell'Australian Special Air Service Regiment. Si tratta dei primi operatori australiani introdotti nel gioco e della prima Operazione ambientata nel continente dell'Oceania.
- Gridlock, il cui nome vero è Tori Tallyo Fairous, nasce nel Queensland centrale a Longreach il 5 agosto e ha 36 anni. Il suo motto è il seguente: "Devi avere un paio di rotelle fuori posto per fare questa vita, ma non vorrei essere da nessun'altra parte". Gridlock è un'operatrice d'assalto, con 1 di velocità, 3 di salute e 1 di difficoltà. Come armi primarie, Gridlock ha in dotazione alternativamente il fucile d'assalto F90 o la mitragliatrice M249 SAW, mentre come armi secondarie il fucile a pompa SUPER SHORTY o la pistola SDP 9MM. Come gadget ha a disposizione alternativamente tre tipologie di granata: fumogena, a frammentazione o EMP a impatto. La sua Abilità Unica consiste nell'avere in dotazione i Pungiglioni Trax: un dispositivo portatile che può essere lanciato a distanza in grado di replicare dei veri e propri pungiglioni sul pavimento. I difensori che calpestano i pungiglioni vengono feriti e rallentati. Di contro, i Pungiglioni Trax non sono antiproiettile. Gridlock è specializzata in Supporto e in Controllo Mappa.[79]
- Mozzie, il cui nome vero è Max Goose, nasce a Portland il 15 febbraio e ha 35 anni. Il suo motto è il seguente: "Forza, non sono qui per inculare i ragni". Mozzie è un operatore di difesa, con 2 di velocità, 2 di salute e 2 di difficoltà. Come armi primarie, Mozzie ha in dotazione alternativamente il fucile d'assalto COMMANDO 9 o la mitraglietta P10 RONI mentre come arma secondaria esclusivamente la pistola SDP 9MM. Come gadget ha a disposizione alternativamente il filo spinato, la nitro-cell o la granata a impatto. La sua abilità Unica consiste nell'avere in dotazione il Lanciaparassiti: dei piccoli bot a 4 zampe in grado di attaccare ed hackerare i droni avversari quando entrano nel loro raggio d'azione. Una volta hackerato, il drone viene sottratto definitivamente dall'assalitore che lo possedeva e passa sotto il controllo di Mozzie, il quale può gestirlo come se fosse un assalitore. I droni hackerati, a differenza degli altri, emetteranno un colore diverso dalle proprie piccole luci, più esattamente il colore della squadra difendente, così da essere riconoscibili dagli assalitori con la dovuta attenzione. Gli assalitori possono distruggere il drone hackerato e, una volta distrutto, il Parassita si disintegrerà. Mozzie è specializzato in Anti-Gadget e in Raccolta Informazioni.[80]

L'Operazione Burnt Horizon ha introdotto una nuova mappa, ambientata in Australia, denominata Outback: "un omaggio a tutte le polverose stazioni di servizio e motel che popolano le autostrade dimenticate del continente". La mappa si compone di due piani e ha subito una rielaborazione del novembre del 2021. Outback è presente nella lista mappe della modalità di gioco Classificata.
L'Operazione Burnt Horizon, inoltre, ha introdotto una nuova modalità di gioco, denominata Nuova Recluta: una lista riservata ai giocatori al di sotto del livello esperienza 50, al fine di offrire ai meno esperti del gioco uno strumento per afferrare le basi di Rainbow Six Siege.
L'Operazione Orizzonte Bruciato, infine, è intervenuta su taluni operatori (ad esempio, rimuovendo il mirino ACOG dall'R4-C di Ash), ha pubblicato il set élite di Hibana e ha introdotto il pass dell'anno 4.

#### Operazione Vista Fantasma
L'Operazione Vista Fantasma (o Phantom Sight), introdotta nel giugno 2019 e che ha dato inizio alla stagione 2 dell'anno 4, si caratterizza precipuamente per essere stata la prima Operazione nella quale gli sviluppatori si sono distaccati definitivamente dall'impianto originario, avendo introdotto due operatori di nazionalità diversa - Nøkk e Warden - e non avendo pubblicato alcuna nuova mappa, ma soltanto la rielaborazione di una mappa già esistente.
- Nøkk, per ragioni di sicurezza nazionale ed essendo impegnata in missione, le sue generalità sono coperte dal segreto militare e i suoi registri sono custoditi negli uffici della NATO, ma un dossier su di lei è disponibile per Six. Quel che si sa sulla storia e sulla provenienza di Nøkk è che, anzitutto, è una donna, visto l'uso del femminile nella sua descrizione all'interno del dossier. Inoltre, "Nøkk si è iscritta alla Regia Accademia Militare Danese, diplomandosi con il grado di tenente. Dopo quattro turni di servizio, Nøkk ha affrontato l'addestramento per le operazioni speciali, guadagnandosi il berretto granata del Jægerkorpset".[82] Nøkk è un'operatrice d'assalto, con 2 di velocità, 2 di salute e ben 3 di difficoltà. Come armi primarie, Nøkk ha in dotazione alternativamente la mitraglietta FMG-9 o il fucile a pompa SIX12 SD, mentre come armi secondarie alternativamente le pistole 5.7 USG o D-50. Come gadget ha a disposizione alternativamente la carica da irruzione pesante, la granata a frammentazione o la granata EMP a impatto. La sua Abilità Unica consiste nel Riduttore di Presenza HEL: un dispositivo che, una volta attivato, da un lato, riduce il rumore ambientale dell'operatore e, dall'altro lato, nasconda l'immagine dell'operatore stesso, così da non essere visibile agli strumenti di osservazione avversari (ad esempio, telecamere, droni, telecamere antiproiettile, ecc.). Di contro, l'HEL, quando attivato, produce un leggero rumore, rendendo leggermente più difficoltoso per Nøkk ascoltare i passi dei nemici. Nøkk è specializzata in Prima Linea e in Controllo Mappa ed è considerata un'entry fragger.[83][84]
- Warden, il cui nome vero è Collinn McKinley, nasce a Louisville il 18 marzo e ha 48 anni. Warden, dopo aver lasciato i Marines, è entrato a far parte dei servizi segreti americani; il suo motto è "Non sono mai impreparato". Warden è un operatore di difesa, 1 di velocità, 3 di salute e 2 di difficoltà. Come armi primarie, Warden ha in dotazione alternativamente il fucile a pompa M590A1 o la mitraglietta MPX, mentre come armi secondarie la pistola P-10C o la pistola mitragliatrice SMG-12. Come gadget ha a disposizione alternativamente lo scudo mobile, la nitro-cell e l'inibitore osservazione. La sua Abilità Unica consiste nell'avere in dotazione gli Occhiali Smart Colpo d'Occhio: dei particolari occhiali che, quando attivati, permette all'operatore sia di vedere attraverso il fumo, sia di non essere accecato dalle granate stordenti o, comunque, mitigare gli effetti dell'accecamento già in corso. Tuttavia, la visione termica degli occhiali, limitatamente alla capacità di vedere oltre il fumo, funzione solo fintanto che l'operatore rimanga immobile. Warden è specializzato in Anti-Gadget e in Raccolta Informazioni e può essere impiegato in una pluralità di situazioni. Tuttavia, a seguito della rimozione del mirino ACOG e, soprattutto, della diminuzione della velocità da 2 a 1, Warden è predisposto maggiormente ad essere utilizzato come interno o, al massimo, come flex.[85]

L'Operazione Phantom Sight, inoltre, ha pubblicato la rielaborazione della mappa Café Dostoevskiy e ha perfezionato il sistema di fuoco amico inverso, nonché ha esteso il sistema "scegli e banna", le rotazioni su 3 round e l'obiettivo di gioco artificieri a tutte le partite Classificate. L'Operazione, infine, ha introdotto il set élite dell'operatore Lesion, ha pubblicato alcune skin armi stagionali e ha bilanciato taluni operatori (Glaz, Finka e Smoke).

## Rainbow Six Siege: Mobile
Il 5 aprile 2022, Ubisoft ha annunciato Tom Clancy's Rainbow Six: Mobile, una versione per dispositivi mobili ispirata a Tom Clancy's Rainbow Six: Siege, con mappe e operatori già presenti nella versione originale. La data di lancio ufficiale non è stata inizialmente comunicata, ma gli sviluppatori hanno avviato una fase di Closed Alpha, accessibile a un ristretto gruppo di utenti registrati sul sito ufficiale. Il gioco è disponibile per Android e iOS.
A settembre 2022, Ubisoft ha lanciato la Closed Beta in Canada, Messico, Cile e Colombia.
Nel luglio 2024, Ubisoft ha posticipato il lancio del gioco all'anno fiscale 2025, spostando la data di uscita ad almeno aprile 2025.